# 撒谎是爆乳的开始
《撒谎是爆乳的开始》（日语：嘘つきは爆乳の始まり）是クドゥー繪製的日本喜剧校园漫画作品。于2016年4月28日至2020年2月25日GANMA!每周更新連載。单行本由TO BOOKS刊行。

## 介绍
女中学生鹤间二亚在参加高中考试前，与出国留学的男友小宇隔了3个月后再次通电话，并对小宇骗说自己变成了G罩杯，同时发送了假的证据照片。陷入苦恼的二亚在偶然遇到的“育乳机关”圣双丘学园理事长，二亚为了将谎言实现就进入了圣双丘学园。

## 登場人物
鹤间二亚（つるま にあ）
本作主角。
藤泽六花（ふじさわ りっか）

## 出版書籍
| 卷數 | TO BOOKS      | TO BOOKS               |
| 卷數 | 發售日期      | ISBN                   |
| ---- | ------------- | ---------------------- |
| 1    | 2017年12月1日 | ISBN 978-4-8647-2640-5 |